# Saad Abdul-Amir
Saad Abdul-Amir Luaibi (en arabe : سعد عبد الأمير اللعيبي) est un footballeur international irakien, né le 19 janvier 1992 à Bagdad.
Il évolue au poste de milieu défensif au sein du club d'Al-Zawra'a SC.

## Biographie

### Carrière en club
Saad commence son parcours junior avec les équipes d'Al-Shu'ala et d'Al-Kadhimiya à Bagdad. En 2008, Saad signe son premier contrat professionnel avec Al-Karkh SC à l'âge de 16 ans. Il y évolue pendant trois saisons en deuxième division irakienne où ses prouesses défensives et sa précision en matière de passes lui valent d'être transféré au club irakien d'Erbil SC.
En 2010, Saad rejoint Erbil où il y évoluera pendant cinq ans, remportant le championnat une fois et terminant deux fois vice-champion de la Coupe de l'AFC. Ses performances lui confèrent sa première convocation en équipe nationale.
À l'été 2015, Saad signe un contrat d'un an avec le club saoudien d'Al-Qadisiya. Il fait son entrée en jeu le 22 août 2015, en étant titulaire lors de la victoire 1-0 contre Al Faisaly. Saad inscrit son premier but le 28 novembre 2015 lors du match nul 1-1 contre Hajer. Il termine la saison avec 5 buts, un record pour lui en une seule saison. Les supporters saoudiens ont longtemps considéré Saad comme étant l'un des meilleurs milieux défensifs du championnat. Ses efforts pour assurer le maintien de son club en première division lui valent une prolongation de contrat.
Lors du mercato d'hiver 2017, il rejoint Al-Ahli SC, l'un des plus grands clubs d'Arabie saoudite. Le transfert est finalisé le 15 janvier 2017 pour une somme d'un million d'euros. Il fait sa première apparition le 20 janvier 2017 en Coupe du Roi contre Al-Shoalah. Le 27 janvier 2017, il dispute son premier match de championnat sous les couleurs d'Al-Ahli contre Al-Shabab. Le 13 février 2017, Saad inscrit avec Al-Ahli lors du huitième de finale de la coupe contre son ancien club, Al-Qadisiya.
Le 9 août 2017, Saad Abdul-Emir signe un contrat d'une saison pour Al-Shabab dans le cadre d'un transfert libre,. Il fait son entrée en jeu contre son ancien club, le Al-Qadisiya, le 19 août 2017.
En 2018, après trois années passées dans la ligue saoudienne, Saad décide de retourner en Irak par le biais d'Al-Shorta SC. Il y évolue jusqu'en 2021 avant de signer chez le rival Al-Zawra'a SC.

### Carrière en sélection
En 2010, Saad est sélectionné par l'allemand Wolfgang Sidka pour faire partie de son effectif et est l'un des trois seuls joueurs de l'équipe préliminaire initiale à être retenu pour la sélection irakienne finale participant au championnat de la WAFF 2010. Le 21 septembre 2010, il fait ses débuts contre l'Oman lors d'un match amical, remporté 3-2 par l'Irak. Le 8 octobre 2013, il marque son premier but avec l'équipe nationale irakienne lors d'un match nul 1-1 contre le Liban.
Les retraites de Qusay Munir et de Nashat Akram ainsi que la blessure de Muthana Khalid propulsent Saad sur le devant de la scène lors de la Coupe d'Asie des nations de football 2015 en Australie. Il y forme un solide duo au milieu de terrain avec Yaser Kasim, de Swindon Town, et contribue à amener l'Irak en demi-finale.
En 2016, Abdul-Amir est sélectionné par l'entraîneur Abdul-Ghani Shahad pour faire partie des 3 joueurs de plus de 23 ans de l'équipe irakienne aux Jeux olympiques d'été à Rio. Il est capitaine lors des trois matchs et inscrit le seul but irakien lors du dernier match de groupe contre l'Afrique du Sud. Malgré un 0-0 contre le Brésil de Neymar et de Gabriel Jesus, l'Irak est éliminé de la compétition en terminant troisième du groupe avec trois nuls.

## Palmarès

### En club
| Erbil SC - Championnat d'Irak (1) : - Vainqueur : 2011-12. - Coupe de l'AFC : - Finaliste : 2012 et 2014. |  | Al-Shorta SC - Championnat d'Irak (1) : - Vainqueur : 2018-2019. - Supercoupe d'Irak (1) : - - Vainqueur : 2019. |  | Al-Zawra'a SC - Supercoupe d'Irak (1) : - Vainqueur : 2021. |

### En sélection
Irak
- Championnat d'Asie de l'Ouest : 
  - Finaliste : 2012.